# Нісил
Ніси́л (англ. Nisil) — сплав на основі нікелю (Ni), що містить ~ 4,4 % кремнію (Si) і 0,1 % магнію (Mg), призначений для використання у термопарах як негативний електрод у парі з іншим термопарним сплавом — ніхросилом (тип термопари N за міжнародною класифікацією або ТНН за ДСТУ 2857-94). Коефіцієнт термо-ЕРС такого типу термопар становить 26…36 мкВ/°С.
Термопара ніхросил-нісил призначена для роботи у діапазоні температур -270 °С ≤ t ≤ 1300 °С.
Густина сплаву ρ = 8580 кг/м³ (при 1341…1420 °C), температура плавлення 1420 °C, питомий електричний опір 0,365 Ом∙мм²/м (при 20 °C).
Матеріал термоелектрода демонструє суттєво кращу стабільність термо-ЕРС, порівняно зі сплавами системи хромель-алюмель (тип K) за рахунок збільшення концентрації кремнію у нікелі, а також уведення до сплаву магнію, які перевели процес окиснення матеріалу термоелектродів із внутрішнього міжкристалітного у поверхневий. Захисна плівка оксидів, що утворюється на термоелектродах пригнічує подальше окиснення.